# 성건강 및 생식건강
성건강 및 생식건강(영어: Sexual and reproductive health, SRH)은 개인의 생식 체계의 건강과 성적 행복을 탐구하는 연구, 의료, 사회 활동의 한 분야이다.
이 용어는 "질병이나 허약함이 없는 것이 아니라 완전한 신체적, 정신적, 사회적 복지의 상태"라는 세계보건기구(WHO)의 건강이란 틀 안에서 더 넓게 정의될 수 있으며, 개인이 책임감 있고 만족스럽고 안전한 성관계를 가질 수 있는 능력과 성관계 여부, 언제, 얼마나 할 것인지를 결정할 수 있는 자유를 포함한다. UN 기관에서 정의하는 성 및 생식 건강은 성에 관한 전반적인 신체적, 정신적 안녕을 포괄한다. 추가적인 해석은 여성이 임신과 출산을 통해 안전하게 갈 수 있는 능력이 부부에게 건강한 유아를 가질 수 있는 최고의 기회를 제공할 수 있기 때문에 성교육에 대한 접근, 안전하고 효과적이며 저렴하고 수용 가능한 피임 방법에 대한 접근, 적절한 건강 관리 서비스에 대한 접근을 포함한다.
개인은 사회 경제적 지위, 교육 수준, 연령, 민족, 종교, 환경에서 이용 가능한 자원에 따라 달라지는 생식 건강 서비스의 불평등에 직면한다. 저소득층 개인은 적절한 의료 서비스에 대한 접근 및 생식건강을 유지하는 방법에 대한 지식이 부족할 수 있다. 또한, 많은 접근 방식에는 여성, 가족, 지역사회가 생식건강 개선을 목표로 하는 개입 및 전략의 적극적인 이해관계자로 참여한다.

## 개요
WHO는 2008년 "생식 및 성건강 문제가 전 세계적으로 여성에게 주는 부담의 20%, 남성에게 주는 부담의 14%를 차지한다"고 평가했다. 생식건강은 성 및 생식건강과 권리의 한 부분이다. 유엔인구기금(UNFPA)에 따르면 성 및 생식건강에 대한 충족되지 않은 욕구는 여성에게 "자신의 신체와 미래에 대한 중요한 선택"을 할 권리를 박탈하여 가족복지에 영향을 미친다고 밝혔다. 여성은 자녀를 낳고 양육하는 것이 보통이므로 생식건강은 성평등과 분리할 수 없다. 그러한 권리에 대한 부정은 빈곤을 악화시키기도 한다.

## 같이 보기
- 성교
- 인구통계학
- 재생산권
- 보건 교육